# Vilhelmine Erichsen
Vilhelmine Charlotte Erichsen (født 6. maj 1852 i Rønne, død 4. februar 1935 i København) var en bornholmsk kvinde, der blev kendt som muse for både Kristian Zahrtmann og Holger Drachmann. Hun voksede op i Erichsens Gård i Rønne som det 3. af Thomas Erichsen og Michelle Cathrine Wesths 12 børn.
Holger Drachmann kaldte hende Fru Belli (bornholmsk=barn). Hun blev malet af Zahrtmann, da hun var fjorten år. Maleriet hænger på Bornholms Kunstmuseum.

Kristian Zahrtmann var en hyppig gæst i hjemmet og blev meget betaget af Vilhelmine. I et brev til August Jerndorff fra 1868 skrev han:
| Citat | ”Jeg har haft en ung pige af mine bekendte at male, der interesserer mig i høj grad. Et yndigere barn – hun er 16 år – kan ikke ses; hun er jo i en for de fleste uheldig alder, hvortil kommer en overordentlig højde og bredde, en kort hals og foroverbøjet holdning, men det er fejl, der kun så meget mere fremhæver hendes skønhed. Et regelmæsigere ansigt kan vel ikke tænkes- - Hendes hår og øjne er næsten sorte, hendes mund svulmende, og den bleggule farve bliver med sine vexlende og de aldeles regelmæssige, smalle øjenbryn så sydlandsk og melankolsk drømmende, at jeg kan blive så greben deraf, at penslen ryster i hånden. Selv ved hun ikke, at hun er smuk, tværtimod, jeg tror , at hun anser den gulladne farve hæslig, og overhovedet ved hun meget lidt, både af kundskaber og af, hvad livet er og giver. Derfor er hun ofte kommen med mange spørgsmål, der på en gang røber en uvidenhed og mangel på interesse for, hvad der er udenom hende, men som oftest røbe megen indadvendt tænken; og ytringer som hun for flere år siden har ladet falde, forbavse ved deres melankoli. Som elleveårig sagde hun engang, at hun ikke turde gå langs det store hav, thi så hun bølgen, fristedes hun til at gå ned deri,- thi hun ånder og lever med naturen, og viser bestandig tilbøjelighed til at gå op i den store natur ret som en dråbe i havet. Jeg har ofte beskæftiget mig med hende i lang tid, jeg har så søgt at komme på andre tanker, men hver gang kommer jeg tilbage til hende, og hvor jeg ser, når jeg drømmer, står igen den tungsindige skikkelse; der ser ud, som hang der to dråber i de sorte øjenhår, og øjnene ser ikke udaf, de ser kun indad.” - Kristian Zahrtmann | Citat |
|       | |       |

Men det var Holger Drachmann hun faldt for. Hun var 17 og Drachmann var 23 år, da de blev forlovet. To år senere blev de gift i Gentofte. Hun måtte lyve sig to år ældre, mens Holger var 25 år gammel og ikke behøvede sine forældres tilladelse til ægteskabet.
Hun fortalte, at hun skrev otte linjer af Holgers gennembrudsdigt Engelske Socialister i "Digte" 1872. Hun kunne nu ikke huske hvilke. Dog antages det, at det handler om passagen ”mørbradskiven”. Tanken finder støtte hos Eva Drachmann, der ledsagede sin kommentar med et citat fra Vilhelmine: ”Jeg dør en Dag ved Middagsbordet”
De fik i 1874 en datter, Eva. I slutningen af 1874 gik de fra hinanden og blev skilt i 1878. Hun tilintetgjorde al korrespondance og manuskripter fra Holger Drachmann, som hun var i besiddelse af. Eva skriver i sin bog "Vilhelmine, min mor":
| Citat | De skiltes efter 4 års ægteskab. Som digterens muse var Vilhelmine gået ind til et samliv, om hvis alvor og vanskeligheder ingen af dem havde det mindste begreb. Af de to var hun det største barn. Hun nåede ikke at blive voksen, før det hele var forbi. Som gammel reflekterede hun over hvor skæbnebestemt katastrofen kom... Hovedkulds dumpede hun fra den lille by ind i den store skare af "Det moderne gennembruds mænd", der samledes hos det unge par på hotel Phønix. Hun havde ikke begreb om den mindste husførelse. Hun fortalte selv, hvordan hun gik ind til slagter Arildsen og bad om et stykke inderlår og bønligt tilføjede hun "men endelig ikke for nær ved halsen". Hun havde jo i barndommen og hele opvæksten intet nyttigt foretaget sig - intet andet end at drømme. - Eva Drachmann | Citat |
|       | |       |

4. november 1878 blev hun gift med proprietær Valdemar Hilarius-Kalkau. De flyttede til Sydsjælland og levede ulykkeligt til han døde i 1925 73 år gammel. Hun døde i 1935 i en alder af 83 år.